# Бойові порядки

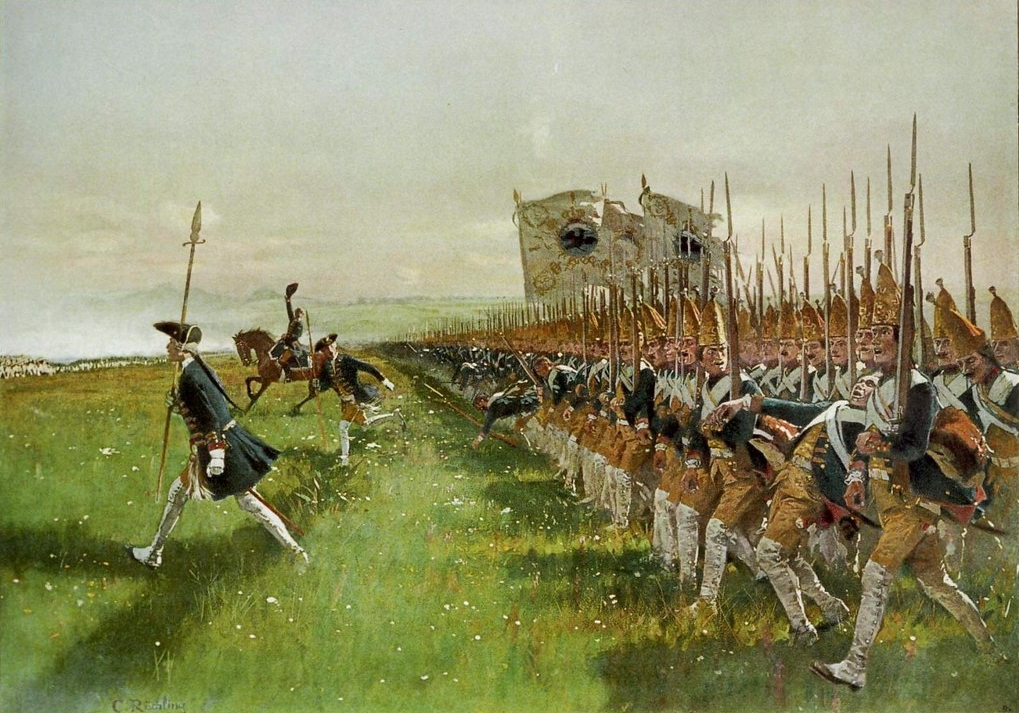
Лінійний бойовий порядок — атака прусських гренадерів у битві біля Гогенфрідберга 4 червня 1745 року

Бойові́ поря́дки — це шикування підрозділів та частин для ведення бою.

## Призначення
Бойовий порядок повинен відповідати завданню та замислу майбутнього бою і забезпечувати:
- успішне ведення бою;
- найповніше використання бойових можливостей підрозділів;
- своєчасне зосередження зусиль на обраному напрямку;
- стійкість та активність в обороні;
- рішуче ураження противника на всю глибину його бойового порядку;
- швидке використання результатів вогневого ураження противника і сприятливих умов місцевості;
- нарощення сили удару під час бою та здійснення маневру;
- можливість відбиття ударів противника з повітря, знищення його аеромобільних та диверсійно-розвідувальних груп;
- найменшу уразливість військ від ударів всіх видів зброї;
- підтримання безперервної взаємодії і управління військами.

Частини і з'єднання кожного роду і виду збройних сил мають свої бойові порядки, що залежать від їх озброєння, тактичного призначення і обстановки, яка склалась. Бойові порядки повинні відповідати задумові бою, що має відбутись, і забезпечити рішучу поразку ворога на всю глибину його бойового розташування сильним і одночасним ударом, використовуючи наслідки застосування атомної зброї та інших засобів уражання.
Бойові порядки забезпечують найкраще використання військ відповідно до їхніх бойових властивостей, нарощування сили удару з глибини в ході наступу і здійснення маневру; стійкість і активність в обороні, найменшу уразливість своїх військ від атомної та інших видів зброї; найкраще використання всіх особливостей місцевості, а також зручність керування військами в бою і організації їх взаємодії. Бойові порядки визначаються заздалегідь, але змінюються і уточнюються в ході бою. До початку бою війська діють у передбойових порядках, тобто в такому групуванні сил і засобів, розчленованих вздовж фронту і на глибину, яке забезпечує швидке розгортання в бойових порядках і найменшу уразливість від атомної зброї, вогню артилерії, ударів авіації, а також досягнення більш високих темпів пересування військ при підході до поля бою. В сучасному загальновійськовому бою бойові порядки з'єднань і частин сухопутних військ звичайно складаються з одного або двох ешелонів, артилерійських груп, резервів і рухомого загону загородження, а в обороні, крім того, і з протитанкових районів.
У бойових порядках з'єднань включаються групи спеціальної артилерії, передовий загін і повітряний десант, якщо передбачається його застосування. Сили і засоби ешелонів, артилерійських груп і резервів визначаються завданням і обстановкою, а також характером застосування зброї масового ураження.

## Історія
Бойові порядки виникли з появою збройних сил. Форми бойових порядків змінювалися з розвитком армії та засобів боротьби. Спочатку вони сприяли кращому використанню метальної зброї та зброї рукопашного боях. В стародавні часи бойові порядки піхоти розташовувались рівномірно в кілька шеренг. За Александра Македонського в самостійну частину бойових порядків було виділено кінноту.
У руській армії 12—13 століть застосовувались розчленовані бойові порядки, що складались з 5 полків (передовий, великий, правої та лівої руки і засадний). З появою вогнепальної зброї утворюються лінійні бойові порядки, при яких одночасно могла використовуватись найбільша кількість рушниць.
Основою бойових порядків війська запорозьких козаків були: укріплений табір, лава (розгорнутий стрій), тріангула (стрій гострої колони), сакма (марш колоною) і батовий тришереговий стрій (в обороні). В цілому військо в бою поділялось на чотири частини: одна становила табір (піхота, артилерія), друга (кіннота) посилалась у тил ворога, а третя і четверта (кіннота) — на обидва фланги. Бій починали одночасно всі чотири частини.
Застосування нарізної зброї (19 століття) докорінно змінило бойові порядки і викликало необхідність переходу до розсипного строю, з пристосуванням кожного солдата до місцевості. У другій половині 19 століття в бойових порядках дедалі більше місце займає стрій піхотних цепів у поєднанні з колонами. Під час Першої світової війни бойові порядки піхоти і спішеної кінноти складались з цепів, що мали інтервали 1—2 м між солдатами; за 200—400 м від них перебував резерв.

## Сучасний стан
З моторизацією, автоматизацією і механізацією армії та масованим застосуванням авіації бойові порядки стають глибшими і маневренішими. Загальновійськові бойові порядки та бойові шикування (армій, фронтів) складаються з бойових порядків різних видів і родів військ.